# Upori slovenskih vojakov (1918)
Upori slovenskih vojakov so bili vojaški upori slovenskih pripadnikov avstro-ogrske vojske med prvo svetovno vojno. Odvijali od februarja do oktobra 1918. Težak vojnopolitiči položaj Avstro-Ogrske in pomanjkanje je vplivalo tudi na vojaštvo. Tako je pomlad 1918 v avstro-ogrsko vojsko vnesla nemir in nezadovoljstvo, ki sta se razplamtela v sedmih velikih vojaških uporih, med njimi so bili kar trije upori slovenskih vojakov.
Prvi velik vojaški upor, v katerem so bili udeleženi tudi Slovenci, je izbruhnil  februarja v vojni mornarici takoj po splošni stavki januarja 1918.
Največ vojaških uporov je bilo od sredine maja do julija 1918 v zaledju na Slovaškem, Poljskem, Češkem, Moravskem, Štajerskem in v Kragujevcu v nadomestnih enotah s pretežno slovanskimi vojaki. V njih so imeli največjo vlogo vojaki, ki so se po oktobrski revoluciji navzeli revolucionarnih idej. Večina je bila izpuščena iz ruskega vojnega ujetništva in zaradi pomanjkanja vojakov ponovno mobilizirana v avstro-ogrsko vojsko. Tako je se v dveh mesecih zgodilo 15 uporov, vsi med vojaki, ki so se odpravljali na fronto.
Med njimi so bili tudi 3 upori slovenskih vojakov v dopolnilnih enotah 17. pešpolka v Judenburgu, 97. pešpolka v Radgoni ter 7. lovskega bataljona v Murauu. Vsi upori so bili zadušeni, voditelji pa postreljeni.

## Judenburg
Najbolj slaven upor slovenskih vojakov se je zgodil v Judenburgu, 12. maja, ko se je v Judenburgu na Zgornjem Štajerskem uprl nadomestni bataljon slovenskega 17. pešpolka, ki je bil pripravljen za odhod na bojišče. To je bil prvi velik vojaški upor v zaledju Avstro-Ogrske.
V mestu je bil sedež dopolnilnega 17. pešpolka, v katerem so bili vojaki z Kranjske, večinoma slovenske narodnosti. Upor je izbruhnil 12. maja ko se je uprlo okoli 1.300 vojakov 40. pohodnega bataljona, ki bi moral v naslednjih dneh na fronto, delno pa so se njih pridružili vojaki iz 41. in 42. pohodnega bataljona. Cilj upora je bil prenehanje vojne in vrnitev domov, mir in nacionalna osvoboditev. Vojaki so v spopadih, ki so terjali več padlih, osvojili večino pomembnih objektov v mestu (vojašnica z več objekti, železniška postaja, skladišče streliva in orožja), vendar je častnikom uspelo pobegniti in poklicati pomoč. Večina upornikov je po osvojitvi mesta neorganizirano krenila domov.
V protiakciji so vojaške enote, ki jih je vodil general Anton Kosel, iz Brucka, Celovca in Leobna, 13. maja zasedle mesto, nato pa zasledovale uporne vojake po mestni okolici. Večino upornih vojakov so zajeli do konca meseca.
Uvedeno je bilo naglo vojno sodišče. Vodje upora, ki so ostali v Judenburgu, so bili aretirani in postavljeni pred naglo vojaško sodišče; to je 6 udeležencev (enega zaradi ropa) obsodilo na smrt z ustrelitvijo (Anton Hafner, Karel Možina, Lojze Štefanič, Lojze Rogelj in Joso Dautović), druge pa na zaporne kazni. Ustreljeni so bili 16 oz. 18. maja v Judenburgu ob navzočnosti postrojenega moštva. Leta 1923 so ustreljene vojake prekopali in 2. junija slovesno pokopali pri Sv. Križu (danes Žale) v Ljubljani. Leta 1939 so posmrtne ostanke prenesli v kostnico žrtev 1. svetovne vojne, ki so jo po načrtih arhitekta Eda Ravnikarja leta 1939 zgradili na Žalah.
O uporu je pisal tudi slovenski pisatelj Prežihov Voranc v svojem romanu Doberdob.

## Murau
Uporu v Judenburgu je že čez dva dni sledil upor slovenskega vojaštva v Murauu, ko so se pod vodstvom ruskega povratnika Boštjana Olipa uprli pripadniki 7. lovskega bataljona. Zvečer 14. maja 1918 se je uprla ena od obeh nadomestnih stotnij 7. lovskega bataljona, sestavljena iz cca. 150 pripadnikov slovenske narodnosti. Vojaki so oplenili in zažgali skladišče streliva. Upor je zjutraj 15. maja zadušil asistenčni oddelek, ki sta ga sestavljali dve stotniji ogrskega 37. pešpolka. Naglo sodišče je Boštjana Olipa kot vodjo upora obsodilo na smrt z ustrelitvijo. Ustrelili so ga 21. maja 1918 ob 8. uri zjutraj. Čez tri leta je njegov brat dr. Janez Olip organiziral prekop in prevoz v domovino. Radovljiški sokoli so mu priredili veličasten pogreb, jeseni leta 1921 so mu na rojstni hiši slovesno odkrili spominsko ploščo, ki še danes nemo priča o tistem času.
Na trati pod gradom Murau že leta stoji samoten železni križ, posvečen Boštjanu Olipu. Ob stoletnici njegove smrti, 21. maja 2018, so mu v Muravu radovljiški rojaki, veterani Območnega združenja vojne za Slovenijo, pripravili rodoljubno in pietetno slovesnost v njegov spomin.  